# Spencer Haywood
Spencer Haywood (Silver City, Mississippi, 22 april 1949) is een voormalige Amerikaans basketballer. Hij won met het Amerikaans basketbalteam de gouden medaille op de Olympische Zomerspelen 1968. In 2015 werd hij toegevoegd aan de Basketball Hall of Fame.

## Middelbare school
In 1964 verhuisde Haywood naar Detroit (Michigan). In 1967, terwijl hij nog op de middelbare school zat, leidde hij zijn schoolbasketbalteam naar de State Championships.

## Persoonlijk
Haywood was van 1977 tot 1987 getrouwd met het uit Somalië afkomstige fotomodel Iman Abdulmajid. Ze hebben samen een dochter Zulekha Haywood, geboren in 1978. Hij hertrouwde in 1990 en samen met zijn huidige vrouw heeft hij drie dochters.
4 John Clawson · 
5 Ken Spain · 
6 Jo Jo White · 
7 Mike Barrett · 
8 Spencer Haywood · 
9 Charlie Scott · 
10 Bill Hosket · 
11 Calvin Fowler · 
12 Mike Silliman · 
13 Glynn Saulters · 
14 Jim King · 
15 Don Dee · 
Coach Hank Iba
- International Standard Name Identifier: 0000 0000 3161 8699
- Library of Congress Control Number: n92065978
- Virtual International Authority File: 58274764
- WorldCat: E39PBJj4ym4vWkJ39BfktmBpT3